# Stupid Love (песня Леди Гаги)
«Stupid Love» — песня американской певицы Леди Гаги, впервые появившаяся 28 февраля 2020 года в качестве лид-сингла с шестого студийного альбома Chromatica. Авторами песни стали сама Леди Гага, а также Ely «Rise» Weisfield, Майкл Такер, Мартин Брессо, Макс Мартин.

## История
Нарезки этой песни впервые появились в сети в январе 2020 года, а вскоре за этим последовала утечка всего трека. Песня стала вирусной в Твиттере.
Гага отреагировала на утечку, написав в Твиттере «Можете ли вы все остановить» с фотографией молодой девушки в балаклаве во время прослушивания музыки на кассетном плеере.
«Stupid Love» описывается как возвращение певицы к таким стилям музыки как данс-поп и электропоп, характерной для ранней карьеры Леди Гаги, с влиянием танцевальной музыки, диско и электронной музыки.

## Отзывы
Вслед за утечкой песни, журнал Harper's Bazaar описал «Stupid Love» как «ритмичную с сильным вокалом, танцами и электронным продюсированием», и предположительно, «готовой стать ещё одним радиохитом певицы».
Майкл Кьюби из журнала Nylon описал песню как «микс между „Bad Kids“ и „The Edge of Glory“ с ритмом, который сразу напоминает весёлый электропоп „Do What U Want“», и «тип песни, который вы слышите, как из дорогой звуковой системы в вашем местном гей-клубе, так и из автомобильной колонки, когда авто ускоряет движение по шоссе, опуская верхнюю часть крыши летом».
Журнал Variety описал утекшую в сеть версию песни как «наполненный музыкой диско гимн, стиль которого восходит к альбому „Born This Way“». В статье для журнала Rolling Stone обозреватели Клэр Шаффер и Алтея Легаспи назвали песню «танцевальным джемом», а Бен Кэй из «Consequence of Sound» — «электронным диско-фейерверком».

## Коммерческий успех
В США песня дебютировала на пятом месте в чарте Billboard Hot 100, став 16-м хитом певицы в лучшей десятке top 10, двенадцатым хитом в лучшей пятёрке top 5, и высшим дебютом после третьей позиции песни «The Edge of Glory» (дебютировала на № 3 девять лет назад). Кроме того, благодаря «Stupid Love», Гага стала пятым музыкантом, которому удалось попадать в лучшую десятку top 10 в Hot 100 все три последних десятилетия (2000-е, 2010-е и 2020-е). Ранее это удалось достичь Mariah Carey, Дрейку, Эминему и Maroon 5 (у Carey также есть хиты в top 10 в 1990-е годы). Песня также дебютировала на первом месте в цифровом чарте Digital Songs, с тиражом 53,000 загрузок и стала там 7-м чарттоппером певицы. Она также дебютировала на первом месте в танцевальном чарте Hot Dance/Electronic Songs.
Песня дебютировала на 5-м месте в британском хит-параде UK Singles Chart, став 13-м хитов Гаги в лучшей десятке top 10.

## Музыкальное видео

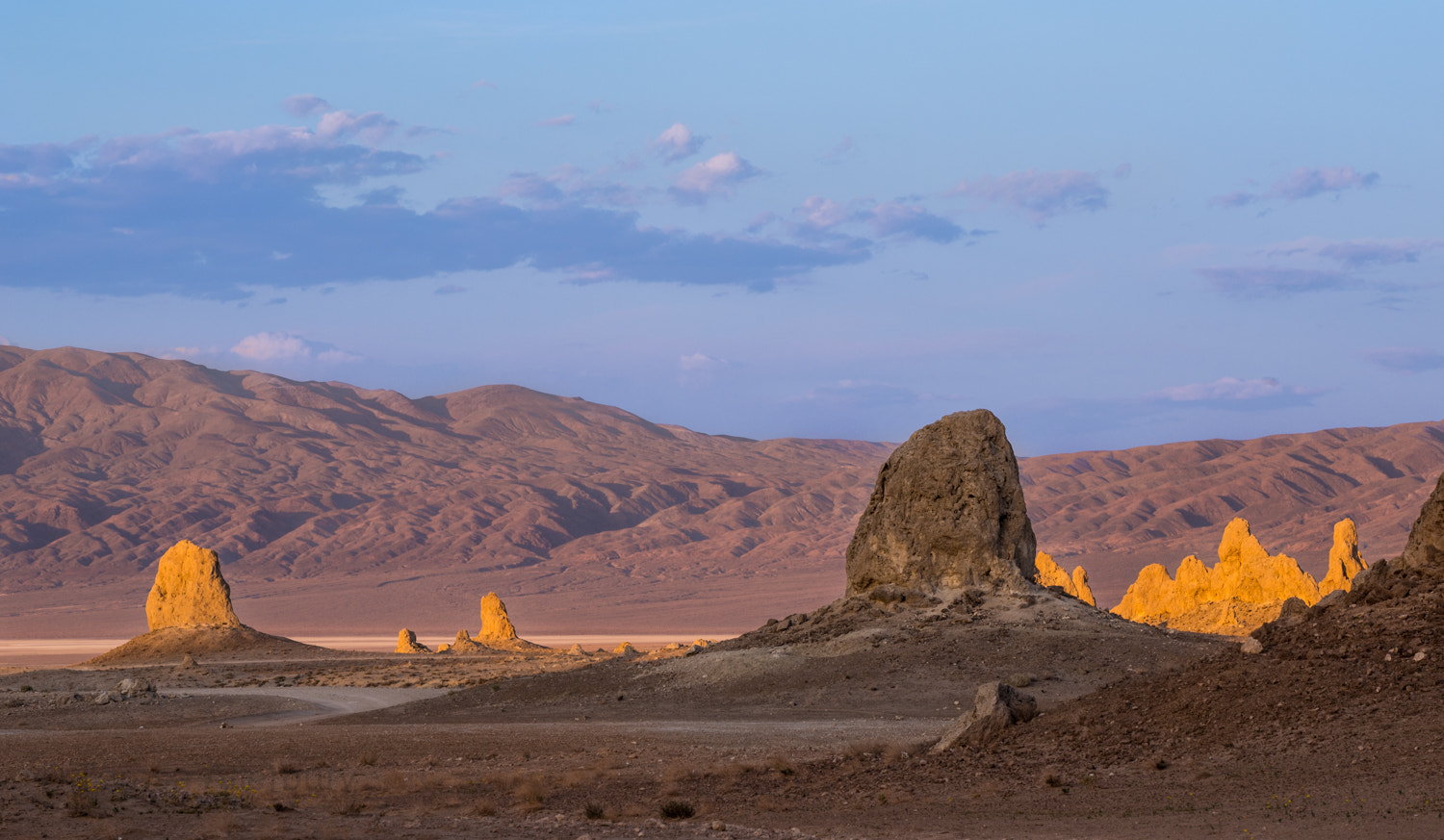
Место съёмок: Trona Pinnacles (Калифорния, США)

Прилагаемое к песне музыкальное видео было снято Даниэлем Аскилом и хореографом Ричардом Джексоном и вышло в эфир 28 февраля 2020 года, а тизеры появились за день до этого. Видео снято в геологическом пустынном заповеднике Trona Pinnacles (Калифорния, США) 24 января 2020 и показывает, как Гага сражается с «враждующими группировками, чтобы установить более сострадательный мировой порядок» и было снято с использованием системы Apple iPhone 11 Pro с тройной камерой.

## Участники записи
По данным сервиса Tidal.
- Леди Гага — автор, вокал
- BloodPop — продюсер, автор, бас, ударные, гитара, клавишные, перкуссия
- Tchami[англ.] — продюсер, автор, микширование, бас, ударные, гитара, клавишные, перкуссия
- Макс Мартин — автор, вокальный продюсер
- Ely Rise — автор
- Benjamin Rice — вокальный продюсер, микширование, звукоинженер
- Том Норрис[англ.] — микширование
- John «JR» Robinson — ударные

## Позиции в чартах
| Чарт (2020)                                | Высшая позиция |
| ------------------------------------------ | -------------- |
| Австралия (ARIA)                           | 7              |
| Австрия (Ö3 Austria Top 40)                | 17             |
| Бельгия/Фландрия (Ultratop 50)             | 20             |
| Бельгия/Валлония (Ultratop 50)             | 19             |
| Канада (Billboard Canadian Hot 100)        | 7              |
| Канада (Billboard AC)                      | 21             |
| Канада (Billboard CHR/Top 40)              | 9              |
| Канада (Billboard Hot AC)                  | 6              |
| Чехия (Singles Digitál Top 100)            | 7              |
| Европа (Billboard Euro Digital Song Sales) | 1              |
| Финляндия (Suomen virallinen lista)        | 14             |
| Франция (SNEP)                             | 36             |
| Германия (GfK)                             | 21             |
| Венгрия (Single Top 40)                    | 1              |
| Венгрия (Stream Top 40)                    | 7              |
| Ирландия (IRMA)                            | 6              |
| Израиль (Media Forest)                     | 8              |
| Италия (FIMI)                              | 15             |
| Япония (Billboard Japan Hot 100)           | 48             |
| Нидерланды (Single Top 100)                | 56             |
| Новая Зеландия (Recorded Music NZ)         | 23             |
| Норвегия (VG-lista)                        | 22             |
| Польша (Polish Airplay Top 100)            | 51             |
| Португалия (AFP)                           | 23             |
| Шотландия (OCC Scotland)                   | 1              |
| Словакия (Singles Digitál Top 100)         | 13             |
| Швеция (Sverigetopplistan)                 | 24             |
| Швейцария (Schweizer Hitparade)            | 6              |
| Великобритания (OCC UK Singles)            | 5              |
| США (Billboard Hot 100)                    | 5              |
| США (Billboard Adult Contemporary)         | 19             |
| США (Billboard Adult Pop Airplay)          | 8              |
| США (Billboard Dance Club Songs)           | 14             |
| США (Billboard Hot Dance/Electronic Songs) | 1              |
| США (Billboard Pop Airplay)                | 11             |
| Rolling Stone Top 100                      | 4              |

## Сертификации
| Регион                                                                      | Сертификация | Продажи   |
| --------------------------------------------------------------------------- | ------------ | --------- |
| Канада (Music Canada)                                                       | Платиновый   | 80 000    |
| Франция (SNEP)                                                              | Золотой      | 100 000   |
| Италия (FIMI)                                                               | Золотой      | 35 000    |
| Норвегия (IFPI Norway)                                                      | Золотой      | 30 000    |
| Польша (ZPAV)                                                               | Платиновый   | 50 000    |
| Великобритания (BPI)                                                        | Золотой      | 400 000   |
| США (RIAA)                                                                  | Платиновый   | 1 000 000 |
| Данные о продажах + прослушиваниях приведены только на основе сертификации. |              |           |

## История выхода
| Регион         | Дата            | Формат                                               | Лейбл      | Ссылка       |
| -------------- | --------------- | ---------------------------------------------------- | ---------- | ------------ |
| Весь мир       | 28 февраля 2020 | Цифровая дистрибуция стриминг винил кассета CD-сингл | Interscope | [ 3 ] [ 71 ] |
| Италия         | 28 февраля 2020 | Contemporary hit radio                               | Universal  | [ 72 ]       |
| Великобритания | 29 февраля 2020 | Contemporary hit radio                               | Universal  | [ 73 ]       |
| Австралия      | 2 марта 2020    | Contemporary hit radio                               | Universal  | [ 74 ]       |
| США            | 2 марта 2020    | Hot adult contemporary radio                         | Interscope | [ 75 ]       |
| США            | 3 марта 2020    | Contemporary hit radio                               | Interscope | [ 76 ]       |
| Великобритания | 7 марта 2020    | Hot adult contemporary radio                         | Universal  | [ 77 ]       |